# Viseu (Portugal)
Viseu (vormals Vizeu) (IPA [vi'zeu]) ist eine Stadt und zugleich Verwaltungssitz des gleichnamigen Distrikts im Zentrum Portugals am Rio Pavia. Die städtische Einwohnerzahl beträgt 99.551 (Stand: 19. April 2021), mit Vororten 395.000 (2008).

## Bevölkerungsentwicklung
| Jahr      | 1801   | 1849   | 1900   | 1960   | 2001   | 2021   |
| Einwohner | 33.699 | 36.049 | 54.047 | 79.890 | 93.501 | 99.693 |

Der deutliche Bevölkerungsanstieg seit den 1950er Jahren ist im Wesentlichen auf die Zuwanderung von Familien infolge der Mechanisierung der Landwirtschaft sowie die Aufgabe bäuerlicher Kleinbetriebe („Höfesterben“) und den damit einhergehenden Verlust von Arbeitsplätzen auf dem Lande zurückzuführen.

## Geschichte
Funde belegen eine Besiedlung seit der Castrokultur. Häuptling Viriathus (port.: Viriato) führte hier die Lusitaner erfolgreich im Widerstand gegen die vordringenden Römer im zweiten Jahrhundert v. Chr., bis diese durch eine List Viriathus töten und auch dieses Gebiet einnehmen konnten. Verschiedene Meilensteine hier kreuzender Römerstraßen sind erhalten geblieben. Nach dem Einfall der Sueben und Westgoten im 6. Jahrhundert n. Chr. wurde Viseu Bischofssitz.
Seit Anfang des 8. Jahrhunderts war die Region von Mauren bzw. von den Aftasiden aus Badajoz beherrscht und Viseu erhielt den Namen Bazu. Im Zuge der Reconquista blieb auch Viseu umkämpft. 1027 war König Alfons V. (León) bei der Belagerung Viseus gefallen. Ferdinand I. (León) konnte die Region 1057 zusammen mit Lamego schließlich von den Arabern erobern.
Erste Stadtrechte (foral) erhielt Viseu im Jahr 1123 von Theresia von Kastilien (port.: Teresa). Nach der Unabhängigkeit des Königreich Portugals (1139) erneuerte ihr Sohn Dom Afonso Henriques in seiner Funktion als erster portugiesischer König die Stadtrechte Viseus im Jahr 1187, was dessen Enkel, König D. Afonso II., im Jahr 1217 bestätigte.
Im Verlauf der Revolution von 1383 erlitt Viseu einige Zerstörungen, worauf König D. João I. den Ort anschließend neu befestigten ließ. Im Jahr 1513 erneuerte König D. Manuel I. im Zuge seiner Verwaltungsreformen die Stadtrechte Viseus.
Grão Vasco gründete Anfang des 16. Jahrhunderts die Malerschule von Viseu, wodurch Viseu als Stadt der Maler durch zahlreiche Meister des 16., 17. und 18. Jahrhunderts bekannt wurde.
Im 19. Jahrhundert wuchs die Stadt weiter, und das neue Rathaus wurde am neuen Rossio-Platz errichtet. Das Zentrum der Stadt verlagerte sich nun vom höher gelegenen alten Teil hinunter Richtung Fluss. Die heute zur Fußgängerzone umfunktionierte Geschäftsstraße Rua Direita verbindet die höher gelegenen Teile mit dem tiefer gelegenen Viertel.

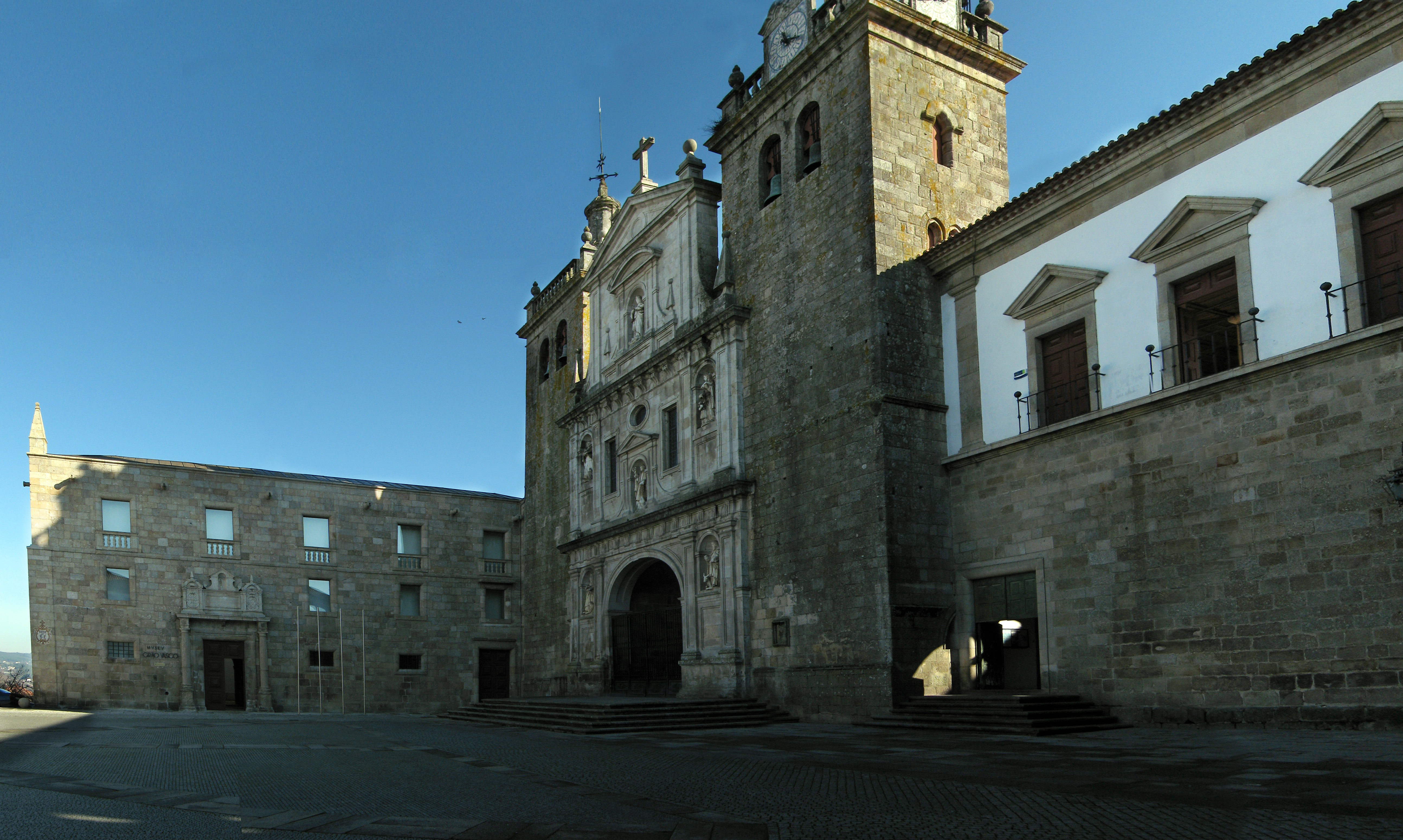
Kathedrale
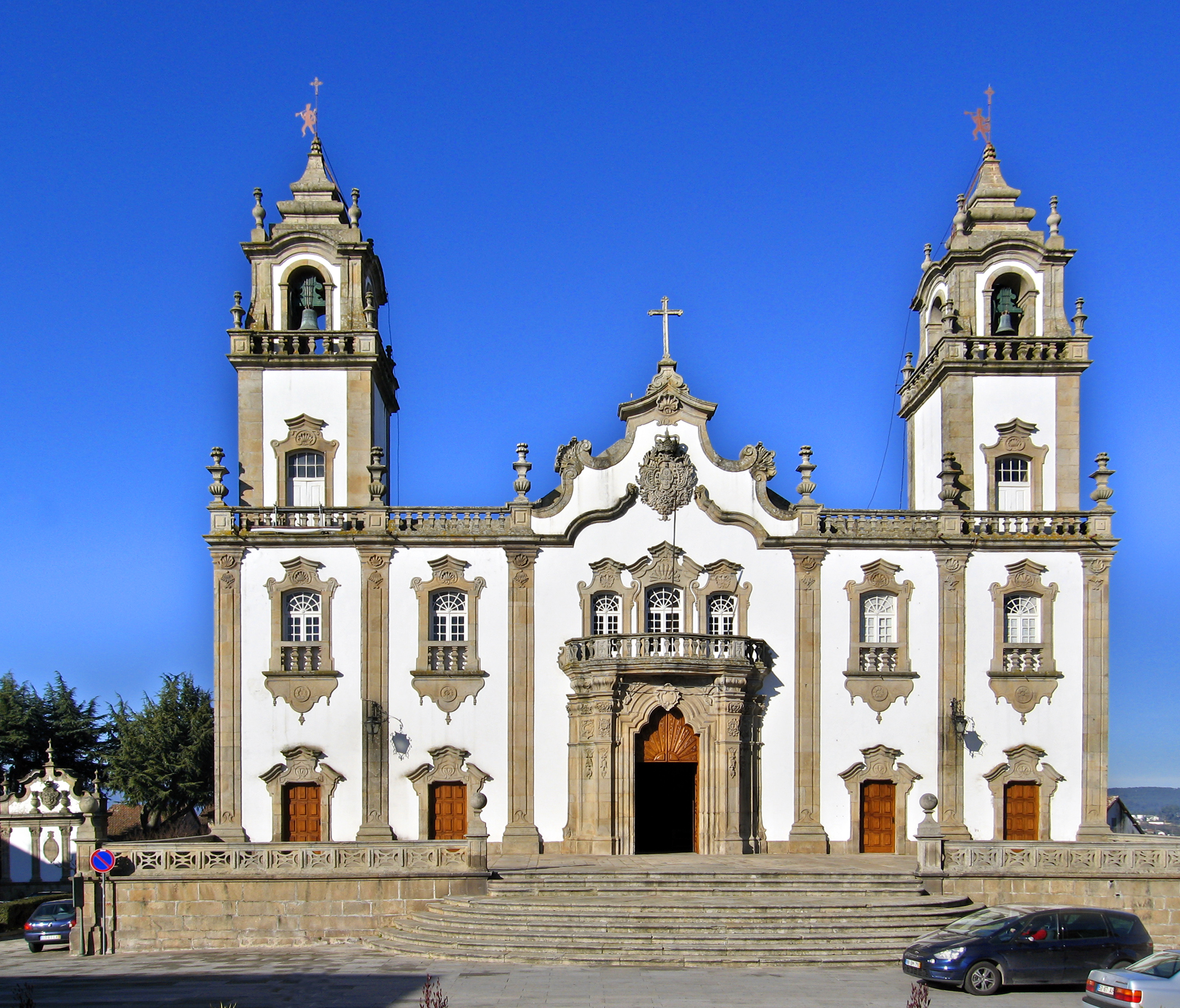
Kirche Misericórdia
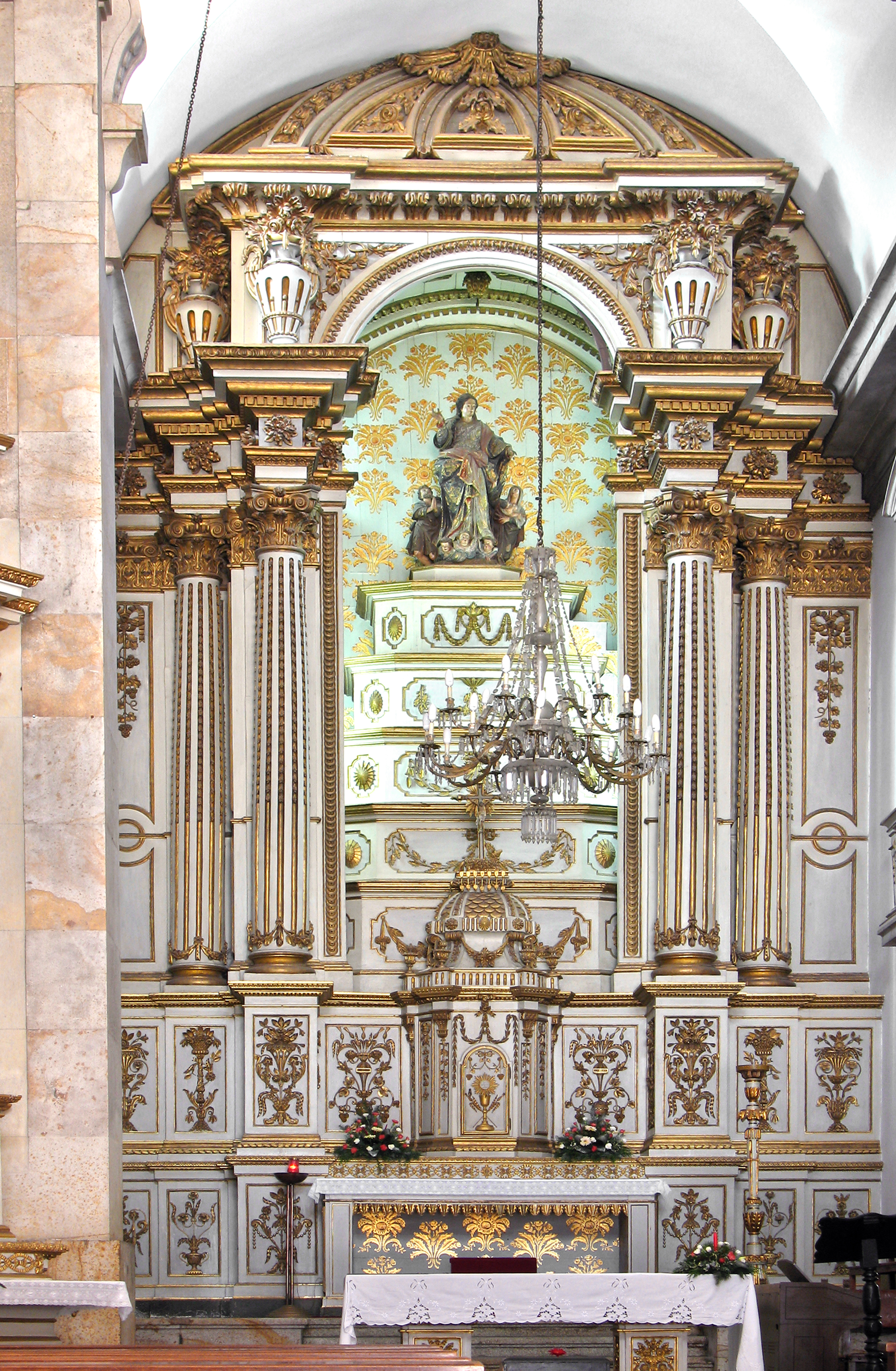
Altar der Kirche Misericórdia
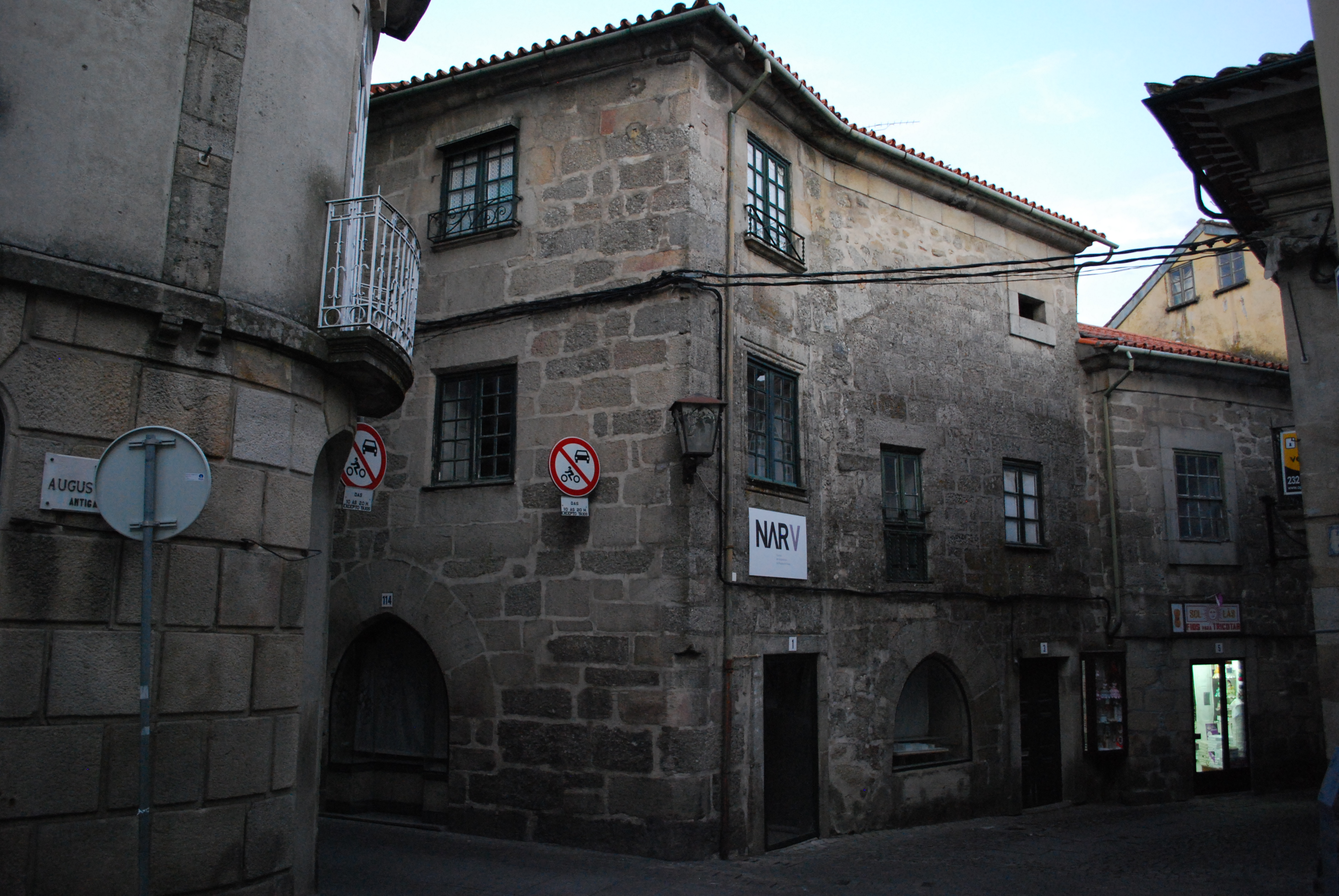
Altstadt

## Kultur und Sehenswürdigkeiten
Im Umland Viseus sind verschiedene Antas und andere Megalithanlagen zu sehen. Verschiedene, teils thematisch sortierte Wanderwege sind im Kreis angelegt und führen durch die bergigen Wälder, teils auch bis in die historische Altstadt Viseus.
Zu den wichtigsten Museen der Stadt gehören das Museum für sakrale Kunst (Museu de Arte Sacra), das zwischen 2001 und 2003 von Eduardo Souto de Moura in einem historischen Gebäude neben der Kathedrale geschaffene Museu Grão Vasco, und das Kunstmuseum Museu de Almeida Moreira.
Aus dem Mittelalter ist die Kathedrale Sé de Viseu erhalten geblieben, die trotz zahlreicher An- und Umbauten noch Teile ihrer romanischen Portale und den Südturm behalten hat. Weitere bedeutende Baudenkmälern sind die römisch-lusitanischen Festungsreste Cava de Viriato und das Theater Teatro Viriato (ehemals Teatro Boa União) aus dem 19. Jahrhundert, neben einer Vielzahl Sakralbauten und historischer öffentlicher und privater Gebäude. Die restaurierte Altstadt rund um den zentralen Rathausplatz Rossio gilt als sehenswert. Kutschen stehen zu Erkundungsfahrten der verkehrsberuhigten Innenstadt zur Verfügung.
Seit 2017 findet jährlich im Herbst das Vistacurta-Filmfestival statt.

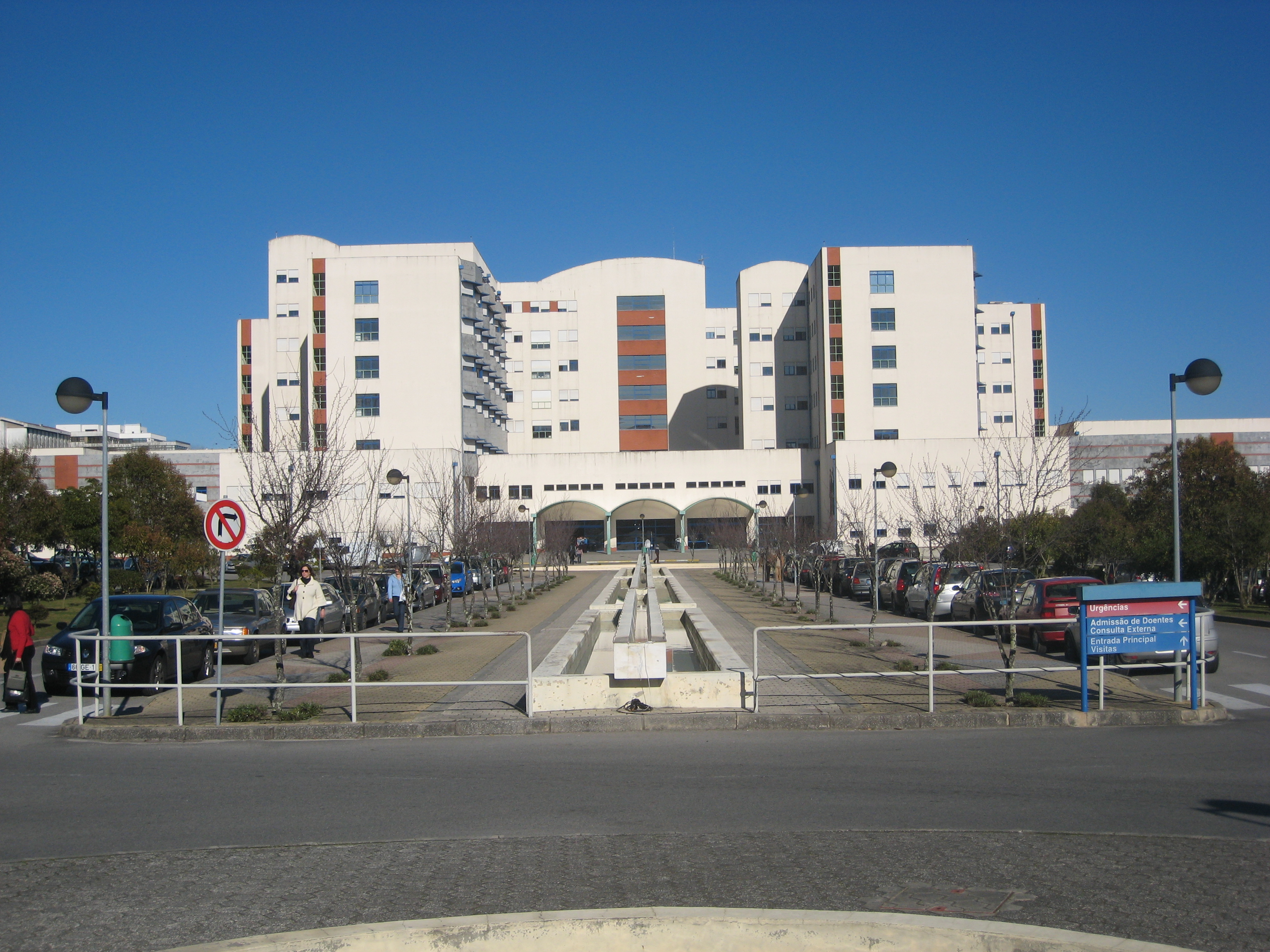
Krankenhaus Hospital de São Teotónio
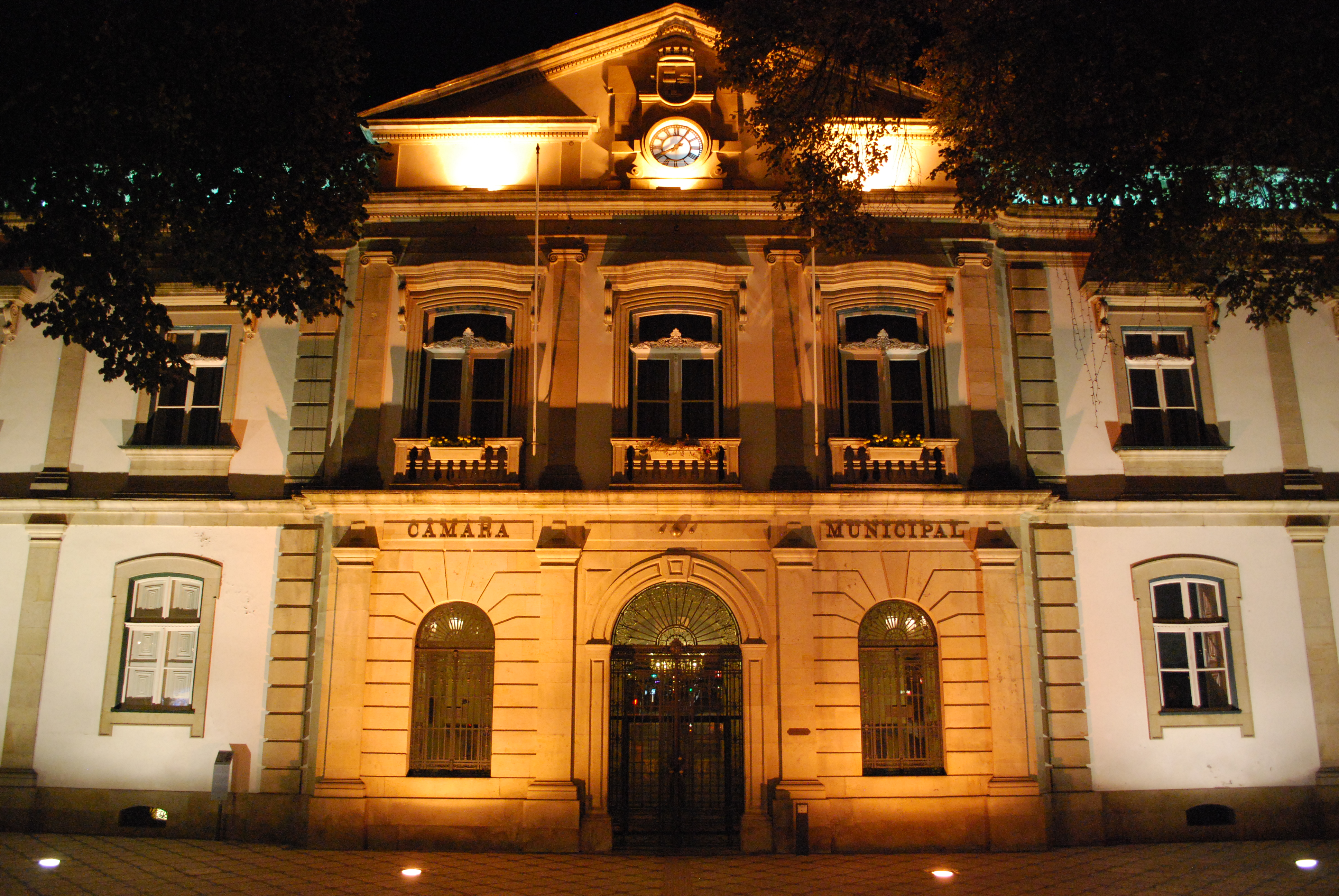
Viseus Rathaus (port.: Câmara Municipal)
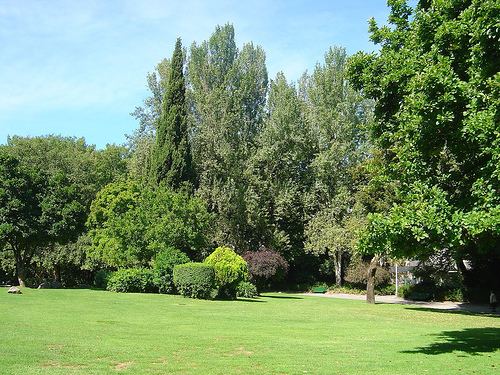
Stadtpark Parque da Cidade
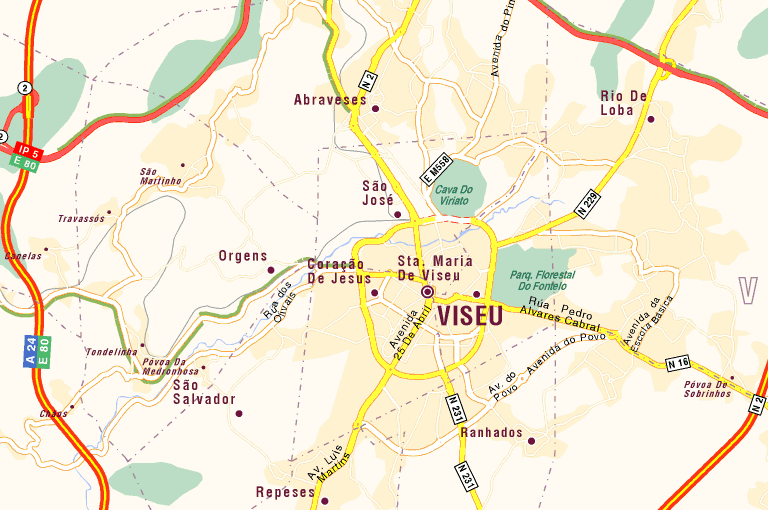
Karte Viseus und seiner Gemeinden
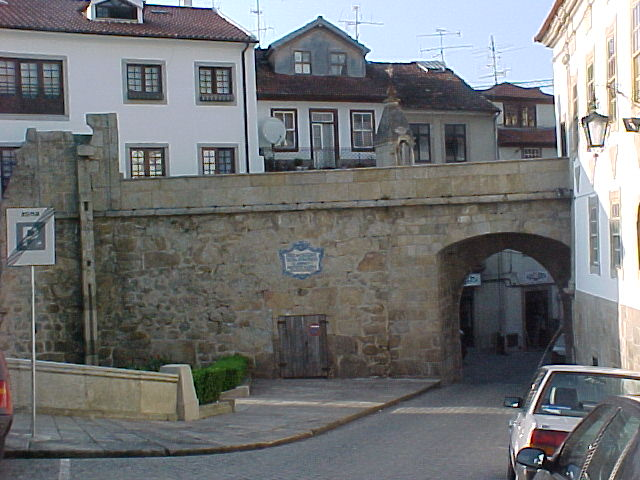
Stadttor Porta dos Cavaleiros
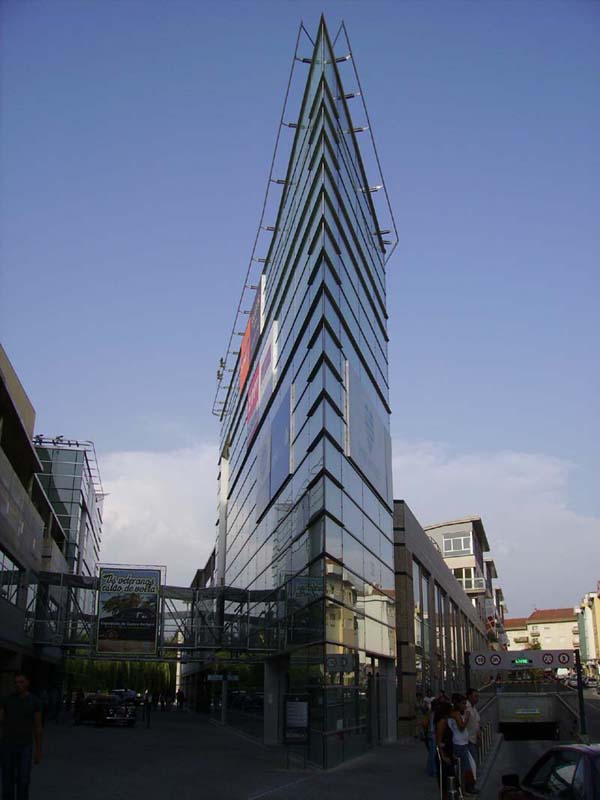
Einkaufszentrum Fórum Viseu in der Innenstadt

## Sport
Der Fußballverein Académico Viseu Futebol Club spielt in der Zweiten Portugiesischen Liga und trägt seine Heimspiele im Estádio do Fontelo aus.

## Verwaltung

### Kreis
Viseu ist Sitz eines gleichnamigen Kreises. Die Nachbarkreise sind (im Uhrzeigersinn im Norden beginnend): Castro Daire, Vila Nova de Paiva, Sátão, Penalva do Castelo, Mangualde, Nelas, Carregal do Sal, Tondela, Vouzela, São Pedro do Sul. Die folgenden Gemeinden (freguesias) liegen im Kreis Viseu:
Mit der Gebietsreform im September 2013 wurden mehrere Gemeinden zu neuen Gemeinden zusammengefasst, sodass sich die Zahl der Gemeinden von zuvor 34 auf 25 verringerte.

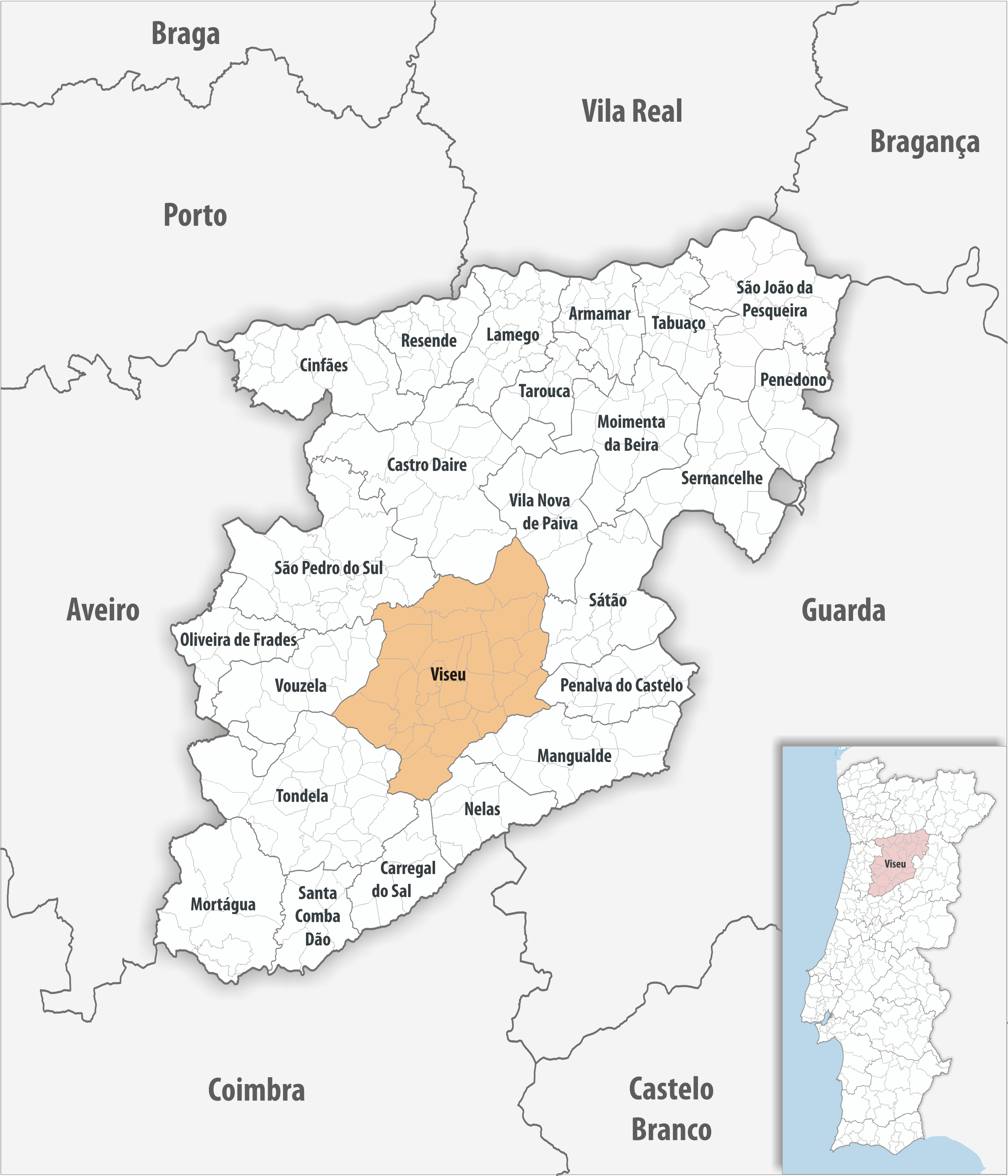
Kreis Viseu

| Gemeinde                           | Einwohner (2021) | Fläche km² | Dichte Einw./km² | LAU- Code |
| ---------------------------------- | ---------------- | ---------- | ---------------- | --------- |
| Abraveses                          | 8.350            | 12,23      | 683              | 182301    |
| Barreiros e Cepões                 | 1.394            | 35,19      | 40               | 182335    |
| Boa Aldeia, Farminhão e Torredeita | 2.356            | 35,13      | 67               | 182336    |
| Bodiosa                            | 2.840            | 25,39      | 112              | 182304    |
| Calde                              | 1.271            | 35,06      | 36               | 182305    |
| Campo                              | 4.802            | 16,24      | 296              | 182306    |
| Cavernães                          | 1.335            | 13,14      | 102              | 182307    |
| Cota                               | 796              | 41,55      | 19               | 182310    |
| Couto de Baixo e Couto de Cima     | 1.500            | 24,41      | 61               | 182337    |
| Faíl e Vila Chã de Sá              | 2.512            | 15,70      | 160              | 182338    |
| Fragosela                          | 2.528            | 11,04      | 229              | 182315    |
| Lordosa                            | 1.642            | 22,31      | 74               | 182316    |
| Mundão                             | 2.410            | 14,45      | 167              | 182318    |
| Orgens                             | 3.662            | 8,90       | 411              | 182319    |
| Povolide                           | 1.583            | 20,80      | 76               | 182320    |
| Ranhados                           | 5.891            | 6,23       | 945              | 182321    |
| Repeses e São Salvador             | 6.751            | 10,01      | 675              | 182339    |
| Ribafeita                          | 1.079            | 18,12      | 60               | 182322    |
| Rio de Loba                        | 9.009            | 17,75      | 508              | 182323    |
| Santos Evos                        | 1.474            | 11,86      | 124              | 182325    |
| São Cipriano e Vil de Souto        | 1.699            | 20,71      | 82               | 182340    |
| São João de Lourosa                | 4.690            | 26,00      | 180              | 182327    |
| São Pedro de France                | 1.217            | 18,75      | 65               | 182329    |
| Silgueiros                         | 2.960            | 36,17      | 82               | 182317    |
| Viseu                              | 25.800           | 9,96       | 2.590            | 182341    |
| Kreis Viseu                        | 99.551           | 507,10     | 196              | 1823      |

### Städtepartnerschaften
Viseu unterhält eine Reihe internationaler Städtepartnerschaften:
| Stadt          | Land                  | seit |
| -------------- | --------------------- | ---- |
| Abidjan        | Elfenbeinküste        | 2011 |
| Arezzo         | Italien               | 2005 |
| Campinas       | Brasilien             | 2010 |
| Cantagalo      | São Tomé und Príncipe | 2009 |
| Chaskowo       | Bulgarien             | 2008 |
| Lublin         | Polen                 | 1998 |
| Marly-le-Roi   | Frankreich            | 1996 |
| Matola         | Mosambik              | 2011 |
| Rio de Janeiro | Brasilien             | 2012 |
| São Filipe     | Kap Verde             | 1994 |

### Kommunaler Feiertag
- 21. September

## Verkehr

### Fernverkehr
Der Neue Flughafen Viseu, bis 2015 Flugplatz Viseu, wurde bis Ende 2014 für etwa 30 Mio. € renoviert und alle Sicherheitstests der Kategorie 3 wurden durchgeführt und bestanden. Laut der Stadt Viseu beim portugiesischen Fernsehsender RTP soll der Flughafen ab Anfang 2015 für nationale und internationale Flüge mit De Havilland DHC-8-200 und ATR 42 genutzt werden. Der Flughafen liegt rund 10 Kilometer nördlich von Viseu entfernt. Er wird auch von der Portugiesischen Armee als Flugschulstandort mit einer Lockheed C-130 und von Sport- und Privatflugzeugen genutzt.
Viseu ist ein wichtiger Umschlagplatz im Zentrum Portugals, hier führen die wichtigen europäischen Überlandverbindungen IP3/A24 (Autoestrada A24) und IP5/A25 (Autoestrada A25, hier auch Europastraße 80) entlang, die den Seehafen Aveiro und Guarda mit Spanien und Salamanca verbindet.
Mit Schließung der Linie Linha do Dão für den Personenverkehr 1988, und der Schließung des Ramal de Viseu als Verbindung zur Linha do Vouga 1990 verlor die Stadt ihre Anbindung an das Eisenbahnnetz des Landes. Die Planungen für ein europäisches Netz aus Hochgeschwindigkeitsstrecken sahen Viseu als einen Haltepunkt der Strecke Salamanca-Aveiro vor, jedoch sind angesichts der Haushaltsprobleme Portugals und Spaniens in Folge der anhaltenden Banken- und Finanzkrise keine weiteren Planungsschritte bekannt geworden.

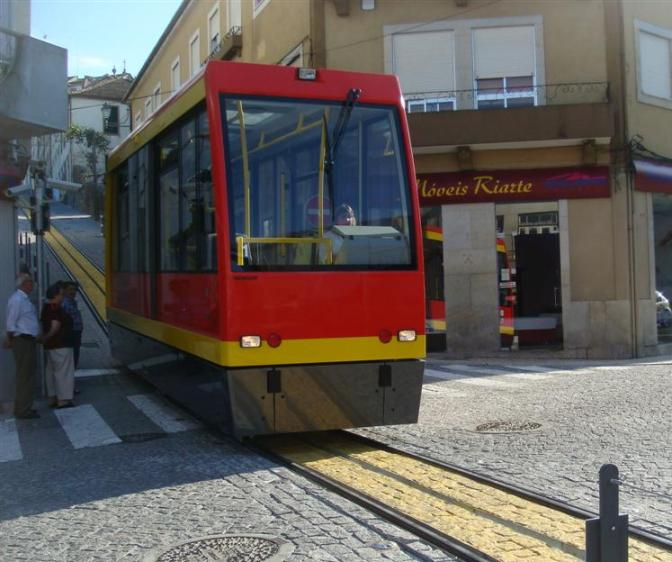
Die Standseilbahn Funicular de Viseu

Viseu ist in das landesweite Busnetz der Rede Expressos eingebunden. Weitere Unternehmen bieten ebenfalls überregionale Busverbindungen vom zentralen Busbahnhof aus an.

### Öffentlicher Nahverkehr
Die elektrische Standseilbahn Funicular de Viseu wurde 2009 eröffnet. Sie bringt Fahrgäste kostenlos von der tiefer gelegenen historischen Stadtmitte am Flussufer zum 400 Meter hoch gelegenen Kirchplatz an der Kathedrale. Sie verläuft über die als Fußgängerzone eingerichtete Geschäftsstraße Rua Direita und verkehrt im Halbstundentakt.

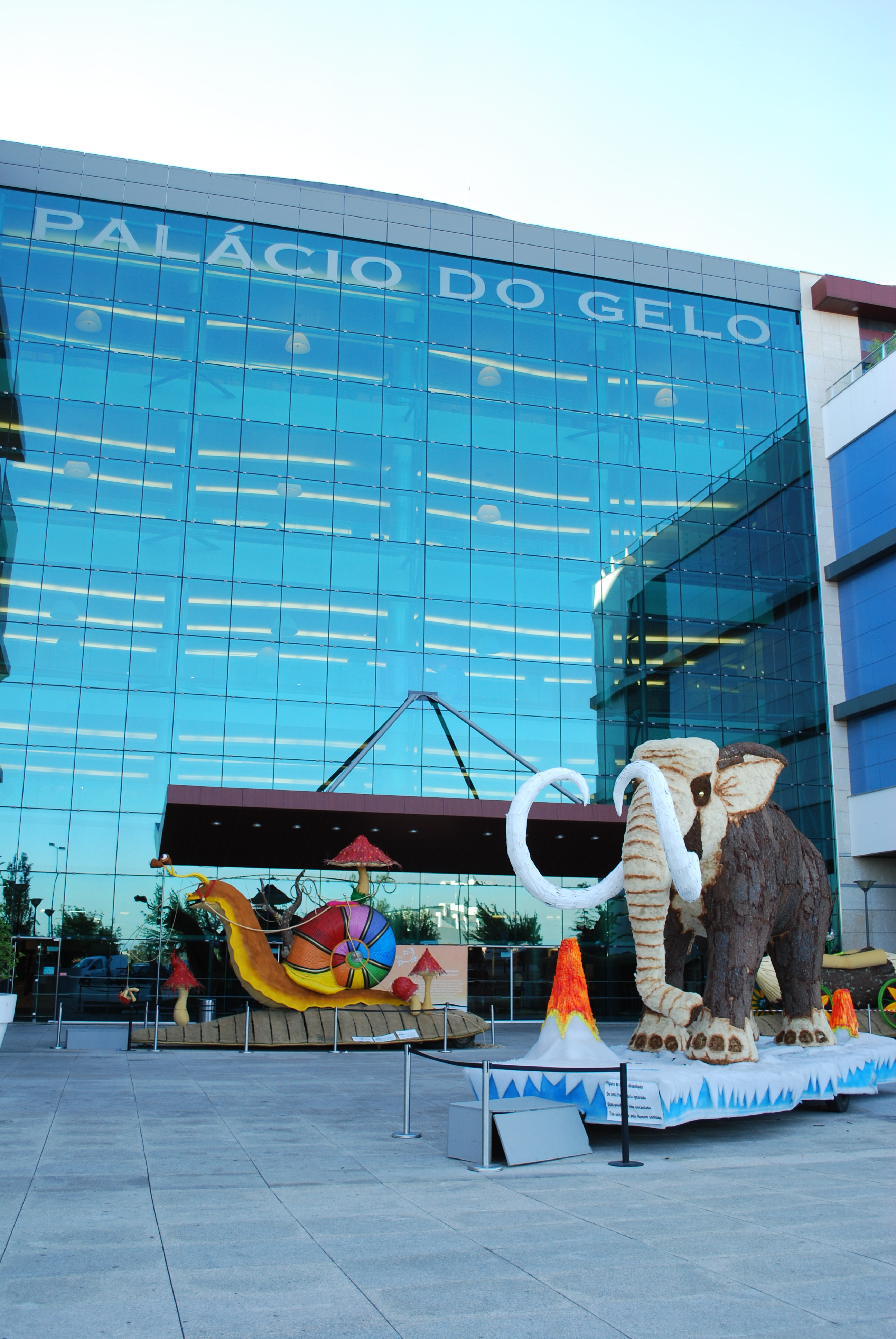
Das Einkaufszentrum Palácio do Gelo

In der historischen Innenstadt verkehren elektrische Kleinbusse auf zwei blau gekennzeichneten Linien (port.: Linha azul), während weitere 22 Buslinien den Nahverkehr im Gesamtgebiet von Stadt und Kreis sicherstellen. Betreiber der Seilbahn und aller 24 Buslinien sind die städtischen Verkehrsbetriebe Serviço de Transportes Urbanos de Viseu (STUV), die die Konzession der Linienbusse an das Verkehrsunternehmen Empresa Berrelhas de Camionagem, Lda. aus Viseu vergeben hat.

## Wirtschaft
An Industrie sind Textilindustrie, Möbelherstellung und metallverarbeitende Betriebe zu nennen, darunter Zulieferbetriebe der Automobilindustrie. Im nahen Mangualde unterhält PSA Peugeot Citroën ein Werk. Auch die portugiesische Martifer Group ist hier ein bedeutender Arbeitgeber. Mit der Visabeira hat zudem eine der bedeutendsten Unternehmensgruppen des Landes hier ihren Sitz.
An landwirtschaftlichen Erzeugnissen ist besonders der Wein (Dão) bekannt. Als Oberzentrum sorgt hier, neben Behörden und Verwaltung, der Handel für wirtschaftliche Impulse. Eine Reihe Shopping Center sind hier entstanden, darunter das Fórum Viseu in der Innenstadt, und das etwas außerhalb gelegene, achtstöckige Palácio do Gelo Shopping. Zudem hat der Fremdenverkehr an Bedeutung gewonnen.

## Töchter und Söhne der Stadt

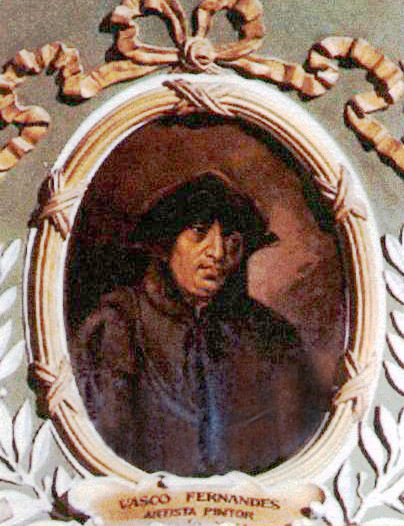
Der Maler Vasco Fernandes, genannt Grão Vasco

- Eduard (Portugal) (1391–1438), elfter König Portugals
- Grão Vasco (eigentlich Vasco Fernandes) (1475–1542), portugiesischer Maler
- Manuel de Almeida (um 1580–1646), Jesuit und Diplomat
- Manuel de Almeida de Carvalho (1747–1818), Bischof in Brasilien
- António de Oliveira da Silva Gaio (1830–1870), Arzt, Hochschullehrer und Schriftsteller
- Rita Amada de Jesus (1848–1914), seliggesprochene Ordensgründerin
- Augusto Hilário (1864–1896), Sänger und Gitarrist, Autor des Fado-Standards Fado Hilário
- Beatriz Pinheiro (1871–1922), Lyrikerin und Intellektuelle, Frauenrechtlerin
- Judite Teixeira (1880–1959), lesbische Schriftstellerin
- Mário de Figueiredo (1890–1969), Jurist, Hochschullehrer und Politiker, Erziehungsminister der Estado-Novo-Diktatur
- José Henrique de Azeredo Perdigão (1896–1993), portugiesischer Rechtsanwalt
- Alberto Carlos de Liz Teixeira Branquinho (1902–1973), Diplomat, Judenretter in Ungarn
- Vera Lúcia (* 1930), brasilianisch-portugiesische Sängerin
- António Figueiredo Lopes (* 1936), Jurist und Politiker, mehrmaliger Minister
- Valentim Loureiro (* 1938), Unternehmer, Bürgermeister von Gondomar, ehemaliger Präsident des FC Boavista Porto
- António Correia de Campos (* 1942), Jurist und Politiker, mehrmaliger Minister
- António Franco Alexandre (* 1944), Mathematiker, Philosoph und Lyriker
- Carlos Lopes (* 1947), Langstreckenläufer, erster portugiesischer Olympiasieger
- Fernando de Carvalho Ruas (* 1949), langjähriger Bürgermeister von Viseu und seit 2014 Europaabgeordneter
- Luis Miguel Nava (1957–1995), Dolmetscher und Schriftsteller
- Maria José Schuller (* 1965), Beachvolleyballspielerin
- Paulo Sousa (* 1970), portugiesischer Fußballspieler
- Álvaro Santos Pereira (* 1972), Ökonom, Journalist und Politiker, Bauminister
- Paulo Jorge Sousa Gomes (* 1975), ehemaliger Fußballspieler und heutiger Fußballtrainer
- Carlos Manuel Almeida Marques (* 1979), Fußballspieler
- Joaquim Videira (* 1984), Fechter
- Catarina Campos (* 1985), Fußballschiedsrichterin, zog 2023 die erste Weiße Karte der Geschichte
- Fabiano Flora (* 1985), Fußballtrainer, seit 2019 Nationaltrainer Osttimors
- André Marques (* 1987), Fußballspieler
- Tiago Ferreira (* 1988), Mountainbiker
- Neide Simões (* 1988), Fußballspielerin
- Emanuel Poças (* 1993), Fußballspieler
- Nádia Gomes (* 1996), Fußballspielerin
- João Félix (* 1999), Fußballspieler
- António Silva (* 2003), Fußballspieler